# Anisozyga iridescens
Anisozyga iridescens är en fjärilsart som beskrevs av W. Warren 1906. Anisozyga iridescens ingår i släktet Anisozyga och familjen mätare. Inga underarter finns listade i Catalogue of Life.